# Tegetthoff (Schiff)
Die SMS Tegetthoff war ein Schlachtschiff der Tegetthoff-Klasse der k.u.k. Kriegsmarine. Der Name geht auf den österreichischen Admiral Wilhelm von Tegetthoff zurück, der im deutschen Krieg die italienische Flotte in der Seeschlacht von Lissa besiegte.

## Geschichte
Das Schiff wurde am 24. September 1910 auf Kiel gelegt und am 21. März 1912 in Triest vom Stapel gelassen. Die Indienststellung fand am 14. Juli 1913 statt.
Während des Ersten Weltkriegs blieb sie zusammen mit ihren Schwesterschiffen Viribus Unitis, Prinz Eugen und Szent István fast permanent in Pola liegen. Ausnahmen waren gelegentliche Vorstöße die östliche Adriaküste hinunter oder die Beschießung der italienischen Hafenstadt Ancona am 24. Mai 1915.
Nach dem Krieg wurde die Tegetthoff Italien zugesprochen und am 25. März 1919 ausgeliefert, wo das Schiff bis 1923 in Venedig lag und schließlich 1924 bis 1925 in La Spezia abgewrackt wurde.

## Schiffsglocke
Die zweite, gusseiserne Schiffsglocke der Tegetthoff hat einen Durchmesser von 51 cm (20 Zoll) und war bis 1942 in La Spezia gelagert. Am 22. November 1942 wurde die Glocke von der Italienischen Kriegsmarine in einem feierlichen Akt an Bord des deutschen Schweren Kreuzers Prinz Eugen übergeben, da dem Deutschen Reich nach dem Anschluss Österreichs die Aufgabe zufiel, die Traditionspflege der ehemaligen österreichischen Marine in der deutschen Kriegsmarine fortzuführen. Fregattenkapitän Paul Schmalenbach fiel es zu, die Glocke als Traditionsobjekt nach dem Zweiten Weltkrieg (1939–1945) sicherzustellen und in Olpenitz aufbewahren zu lassen. 1973 wurde die Glocke offiziell von der Bundesrepublik Deutschland an Österreich übergeben. In einem Festakt am 23. Juli 1973 wurde sie wiederum vom Militärkommando Steiermark an die Marinekameradschaft Tegetthoff zur Bewahrung weitergegeben.
Die Glocke des Schiffes befindet sich heute in der Grazer Barmherzigenkirche, die auch als Garnisonskirche fungiert. Sie hängt gehaltert an einer Säule über dem linken Ende der Kommunionbank, der Klöppel kann an einem Seilstück gut erreicht und von jedermann angeschlagen werden. Von der Marinekameradschaft Tegetthoff wird hier jeweils am 26. Dezember ein Gedenkgottesdienst abgehalten, wobei die alte Glocke angeschlagen wird. Dieser Tag wurde gewählt, da am 26. Dezember 1943 das Schlachtschiff Scharnhorst im Eismeer mit fast 2000 Mann an Bord versenkt wurde.

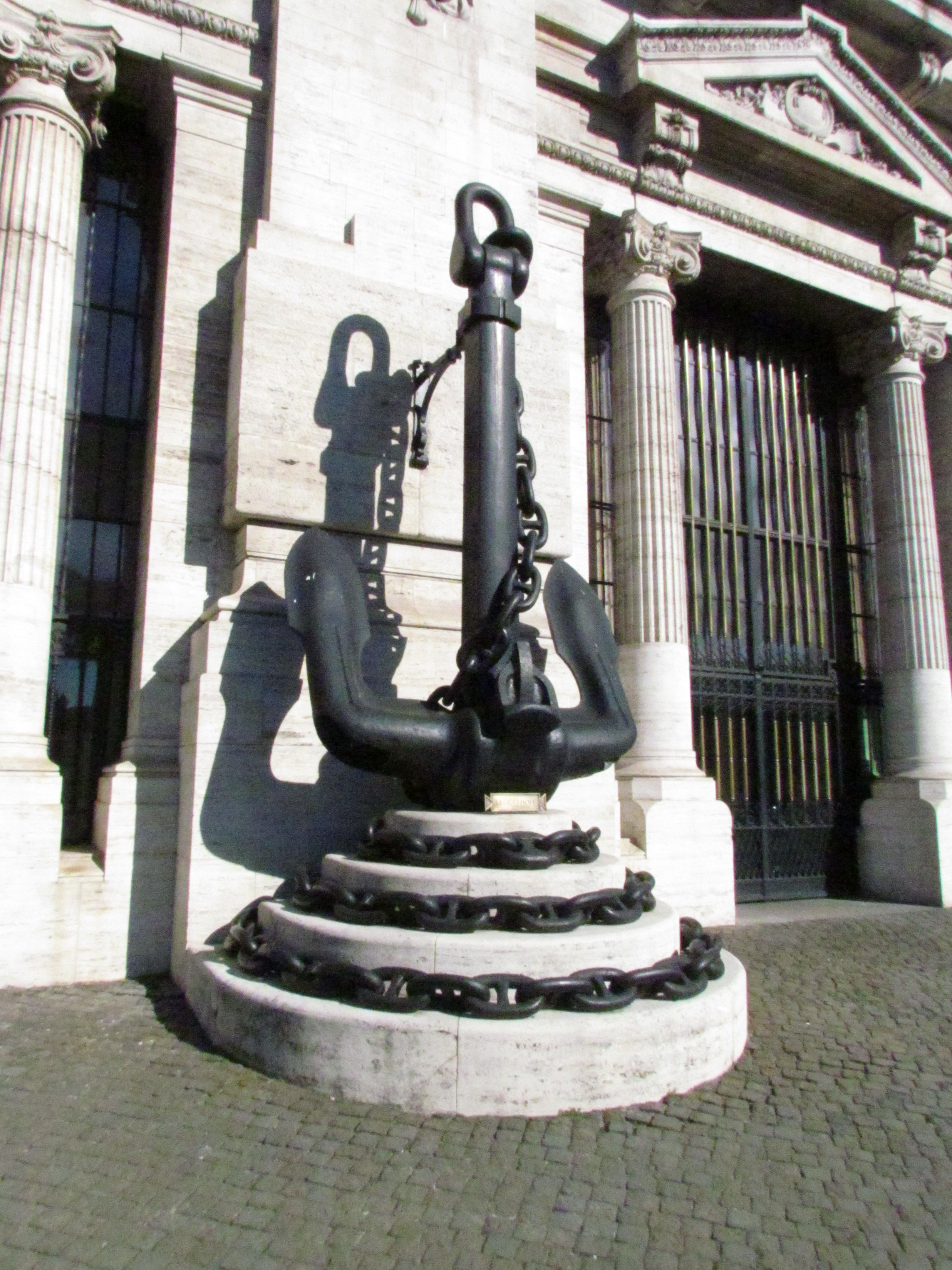
Anker der Tegetthoff vor dem Palazzo della Marina in Rom

Zudem sind drei Anker des Schiffes erhalten. Einer befindet sich im Marinemuseum in Venedig. Ein zweiter Anker ziert einen Eingang an der Tiberseite des Marineministeriums in Rom. Ein dritter Anker des Schiffes wurde in das „Monumento al Marinaio d’Italia“ in Brindisi integriert. Dort wurde auch ein kleines Geschütz der Tegetthoff aufgestellt.

## Museale Rezeption
Die Geschichte der k.u.k. Kriegsmarine ist im Marinesaal des Heeresgeschichtlichen Museums in Wien im Detail dokumentiert, wobei sich in der Ausstellung auch ein Schnittmodell des Schwesterschiffs Viribus Unitis im Maßstab 1:25 sowie zeitgenössische Darstellungen in Gemälden und Fotografien der Tegetthoff befinden.